# San Basilio (Murcia)
San Basilio es un barrio de Murcia (España), situado al noroeste de la ciudad. Limita con los barrios de Santa María de Gracia, El Ranero y San Antón. Con los dos últimos forma el Distrito Norte, junto al barrio de San Andrés. Cuenta con una población de 5 696 habitantes (INE 2022).
En sus comienzos era conocido como el barrio de La Lonja, barrio en su mayoría de clase obrera, que sufrió cierto deterioro, convirtiéndose en objeto de estudio en el ámbito municipal, por lo cual se trazó acciones para combatir la vulnerabilidad del distrito. Actualmente cuenta con notable equipamiento colectivo, tanto en infraestructuras como en servicios. Gracias al Plan de Ordenación Urbana de los años 80, el barrio sufrió una transformación, desapareciendo el chabolismo y cambiando toda la zona de huerta en un nuevo barrio, con la construcción de nuevos edificios que se extienden desde la Plaza de Castilla hasta El Ranero colindando con la autovía, proliferando una gran cantidad de jardines, repartidos por todo el barrio.
En él podemos encontrar la Escuela Oficial de Idiomas de Murcia, el Centro Cultural Puertas de Castilla (antiguamente un hotel del mismo nombre) o el Centro Escénico Pupaclown. También cuenta con dos centros de educación secundaria, I.E.S. Miguel Espinosa y I.E.S. Miguel de Cervantes, los dos de carácter público. El segundo diario de mayor tirada de Murcia, La Opinión, también tiene sus instalaciones en San Basilio.
San Basilio es un barrio en constante expansión, sus vecinos desarrollaron un tejido de asociaciones creadas por ellos mismos: Asociación de vecinos, Asociación de Mujeres, Asociación Juvenil, de Mayores, Peñas Huertanas, La Parra y La Verdolaga, así como la Asociación Deportiva San Basilio, que cuenta con un equipo de fútbol sala que en 2010 ascendió a Primera división de la región de Murcia. También cuenta con servicios médicos, tanto públicos como el centro de salud del barrio, como clínicas privadas.
Un evento de gran repercusión de San Basilio es el Certamen Internacional de Tunas "Costa Cálida" declarado de Interés Turístico Regional, que se celebra dentro de las Fiestas de Primavera de la Ciudad, desde el año 1988 en el Jardín de la Pérgola, por donde pasaron en estos años más de cien Tunas, tanto del territorio nacional, Portugal y América Latina. También encontramos en el citado jardín la escultura de la Ciudad de Murcia a la Tuna, obra del escultor Miguel Llamas.
Las Fiestas Patronales se celebran en la primera quincena de junio, destacando la Procesión del Patrón, San Basilio El Grande.